# 크림 파이

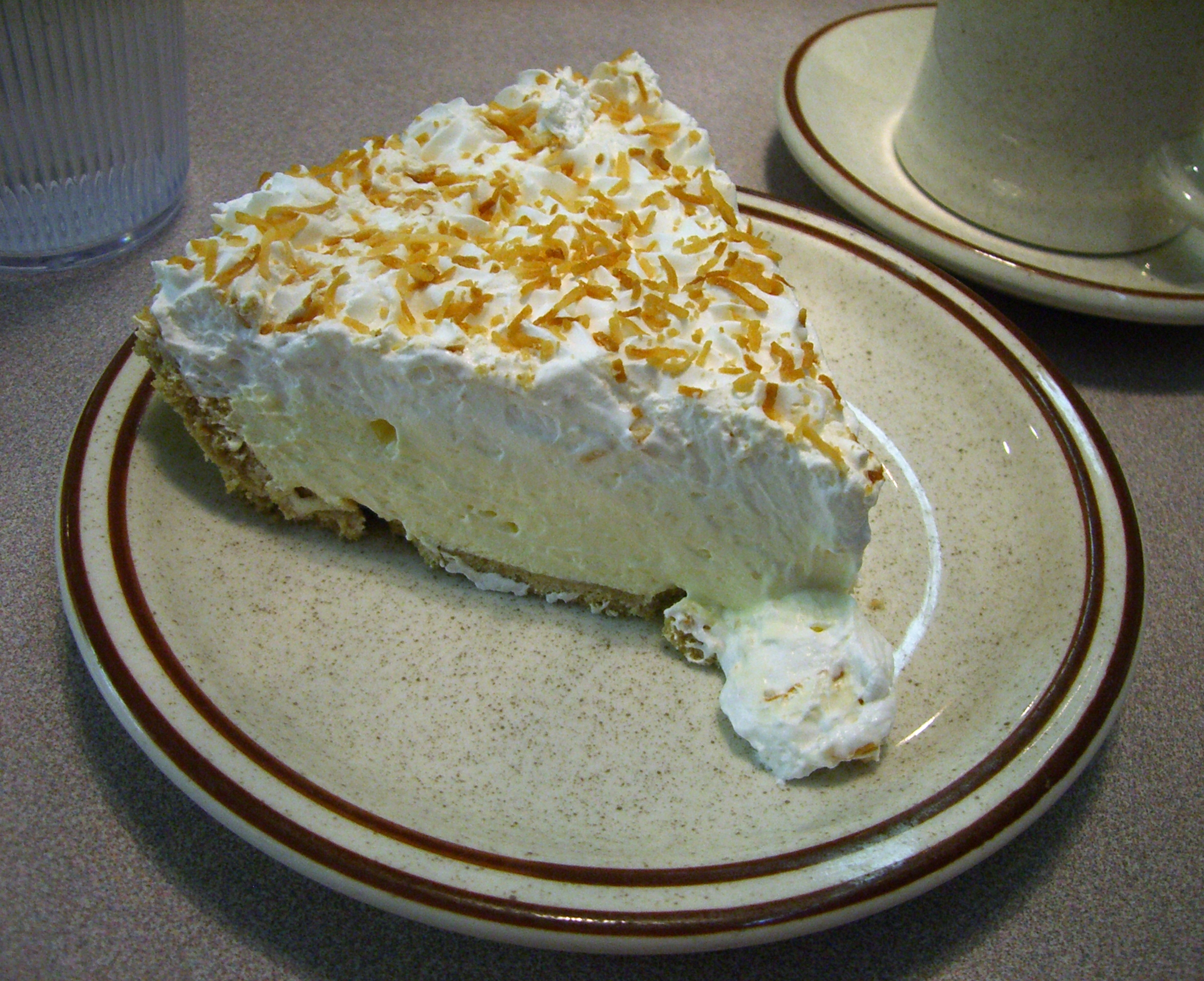
코코넛 크림 파이 조각

크림 파이(cream pie)는 우유로 만든 커스터드나 푸딩이 듬뿍 들어간 파이의 일종이다. 바닐라, 레몬, 라임, 땅콩 버터, 바나나, 코코넛, 초콜릿 등을 비롯한 많은 형태로 나온다. 모든 크림 파이의 공통점은 크림이 토핑이라는 것이다.

## 같이 보기
- 커스터드
- 보스턴 크림 파이